# اتحاد الإعلاميين الأفارقة
اتحاد الإعلاميين الأفارقة هو منظمة دولية إعلامية مستقلة غير ربحية بحسب التعريف الوارد في القانون المصرى. والهيئة الادارية مسؤولة عن تنفيذ التزامات الاتحاد بصفته منظمة دولية غير ربحية.

أسس الاتحاد الأستاذ الدكتور عوني قنديل في أكتوبر عام 2012 بمشاركة 30 دولة أفريقية، ويمثل اتحاد الإعلاميين الأفارقة هذه الأيام أكثر من 3000 ألاف إعلامي، حتي نهاية عام 2016، والاتحاد مستقل عن أي أجسام أيدلوجية أو سياسية أو حكومية أو دينية.
يسعى اتحاد الإعلاميين الأفارقة للعمل والتحرك على المستوى الدولي للدفاع عن حرية الإعلام والعدل الاجتماعي من خلال اتحادات إعلامية قوية، وحرة، ومستقلة.
لا يتبنى اتحاد الإعلامين الأفارقة توجها سياسيا معينا، ولكنه يروج لحقوق الإنسان، والديمقراطية، والتعددية.
يعارض الاتحاد كل أنواع التمييز ويدين استخدام الإعلام للأغراض الدعائية أو للترويج للتعصب وعدم التسامح والصراع. يؤمن اتحاد الإعلاميين الأفارقة بحرية التعبير السياسي والثقافي ويدافع عن العمل النقابي وباقي الحريات الأساسية للإنسان

## أهداف الاتحاد
يعمل الاتحاد على تحقيق أغراضه عن طريق الأنشطة التالية:
- التواصل مع شباب الإعلاميين في الوطن العربى والقاره الأفريقية
- الرصد والتوثيق لأوضاع الانتهاكات ضد الإعلامييين وجمع استبيانات ومتابعتها وإصدار التقارير
- «نشر الوعي» كسر الصمت وتغيير الاتجاهات حول قضايا الشباب.
- بناء شراكة مع الإعلام من خلال المؤتمرات الصحفية والأخبار والبيانات الصحفية وتوفير قاعدة معلومات مفيدة للإعلاميين.
- تقديم المساعدة القانونية لأعضاء الاتحاد.

## رسالة الاتحاد
يسعى اتحاد الإعلاميين الأفارقة إلى القيام بدور تعليمى وتدريبى وبحثى وإعلامى متميز بشكل يؤدى إلى تقديم إعلاميين أكفاء قادرين على التعليم الذاتى المستمر والانخراط في البحث العلمى والتفاعل مع المجتمع الإعلامى المحلى والعالمى.

## رؤية الاتحاد
أن يكون اتحاد الإعلاميين الأفارقة مركزاً أكاديمياً يسهم في تطوير منظومة الإعلام ويؤدى إلى الارتقاء بالخدمة الإعلامية بصورة مميزة يلمسها الجمهور

## أهداف أنشطة الاتحاد
- اعتماد وتنفيذ حرية وسائل الإعلام، وتعزيز ضمانات حق المواطنين في الحصول بسرعة على معلومات شاملة ودقيقة من خلال وسائل الإعلام الإلكترونية والمطبوعة.
- تحري الدقة والأمانة والموضوعية في صياغة ونشر الأخبار والمعلومات والوقائع وفقًا للأعراف الصحفية والاخلاقية وتعزيز مبادئ وسائل الإعلام لمواجهة الكراهية والتطرف ووالإرهاب والامتناع عن الانحياز إلى الدعوات العنصرية أو التي تنطوي على ازدراء الأديان أو كراهيتها أو التي تروج للتمييز أو الاحتقار لرأي أو معتقد طائفة من طوائف المجتمع الحقيقة والدقة والموضوعية والحياد والمسؤولية أمام القراء.
- نبذ النعرات الطائفية والعرقية ونشر رسالة السلام والتسامح ويبدأ اتباع تلك الأخلاقيات في
- الحصول على المعلومات ومراعاة أهميتها ثم توصيلها إلى الجمهور.
- الإعلام الحر والمسئول هو جوهر المجتمع الإنساني السليم، وجزء لا يتجزأ من حقوق الإنسان وحرياته الأساسية، وتستهدف تنوير الرأي العام وتحقيق مصلحة الدفاع عن الإنسان وأمنه واستقراره، ونبذ العنف وعدم إثارة النعرات والفرقة الطائفية والعنصرية بناء ثقافة للإعلام صادقة وحرة،
- على أساس المبادئ المقبولة عموما قواعد السلوك المهني والاخلاقي حماية حقوق وحريات الإعلاميين، وحقوق المؤلف.
- تطوير الكتابة الصحفية، والتعليم، وتحسين المهارات المهنية للصحفيين والكتاب الإبداعية. جذب انتباه الجمهور إلى الوضع في وسائل الإعلام، وتعزيز ثقة الجمهور في نشر الصحافة المطبوعة والإلكترونية. تغطية الأحداث والأنشطة الأخرى في مجال الصحافة.
- المشاركة في حركة الصحافة الدولية، والتعاون مع غيرها من المنظمات الصحفية والطابعات والناشرين وسائل الإعلام. تعزيز صناعة الطباعة وسائل الإعلام الإلكترونية.
- تنظيم العمل مع الصحفيين الشباب والكتاب.

## جوائز
- جائزة النيل للإعلام

يمنح اتحاد الاعلاميين الافارقة "جائزة النيل للإعلام" كل عام، للأعمال الابداعية في مجال الصحافة والإعلام.
- وسام التميز في العلوم والأداب

وهناك جائزة أخرى يرصدها الاتحاد للتميز في العلوم والأداب، وهو وسام اسمه «وسام التميز في العلوم والأداب»، وهناك مشروع جائزة أخرى يعتزم الاتحاد طرحها للشباب تحت مسمي«جائزة النيل للشباب».

## وصلات خارجية
بوابة الأهرام جريدة التحرير جريدة البيان جريدة الدستور